# Kobyla Kępa
Kobyla Kępa is een plaats in het Poolse district  Nowodworski (Pommeren), woiwodschap Pommeren. De plaats maakt deel uit van de gemeente Sztutowo en telt 90 inwoners.